# لوهنبرگ
لوهنبرگ (به آلمانی: Löhnberg) یک شهر در آلمان است که در لیمبرگ-وایلبورگ واقع شده‌است. لوهنبرگ ۴٬۳۷۰ نفر جمعیت دارد.